# Kälberweide
Das Naturschutzgebiet Kälberweide liegt auf dem Gebiet der Stadt Nettetal im Kreis Viersen in Nordrhein-Westfalen. Das etwa 25,09 ha große Gebiet, das im Jahr 1984 unter Naturschutz gestellt wurde, erstreckt sich nordöstlich der Anschlussstelle „Kaldenkirchen-Süd“ der Bundesautobahn 61.